# راتانايا سونجسانجشان
راتانايا سونجسانجشان (10 يونيو 1995 ببانكوك في تايلاند - ) هو لاعب كرة قدم تايلندي في مركز حراسة المرمى. شارك مع منتخب تايلاند تحت 20 سنة لكرة القدم ومنتخب تايلاند تحت 23 سنة لكرة القدم. أما مع النوادي، فقد لعب مع Police United F.C. ‏ وPakchong United F.C. ‏ ونادي بورت.

## وصلات خارجية
- راتانايا سونجسانجشان على موقع قاعدة بيانات كرة القدم.إي يو (الإنجليزية)
- راتانايا سونجسانجشان على موقع Soccerway.com (الإنجليزية)